# Théorème d'extinction d'Ewald–Oseen
Le théorème d'extinction d'Ewald–Oseen exprime l'extinction du faisceau de lumière entrant dans un milieu diélectrique par l'émission dipolaire induite par ce faisceau. Il a été énoncé par Paul Peter Ewald pour les cristaux en 1912 et Carl Wilhelm Oseen pour les matériaux isotropes en 1915.

## Propagation d'un faisceau dans un milieudiélectrique
La réflexion et la réfraction d'une onde électromagnétique à la surface d'un solide d'indice de réfraction {\displaystyle n} sont décrits par les équations de Maxwell donnant les champs électriques d'une onde sinusoïdale de champ électrique {\displaystyle \mathbf {E} }.
On se placera dans le cas d'une incidence normale pour laquelle la polarisation ne joue aucun rôle du simple fait de la symétrie du problème.
On suppose le milieu éclairé de manière homogène et on s'intéresse au problème stationnaire.
L'interface est située à l'origine des coordonnées, le solide est un diélectrique sans pertes et correspond au demi-espace {\displaystyle z>0}.
L'onde incidente de pulsation {\displaystyle \omega } et de nombre d'onde {\displaystyle k} s'écrit
{\displaystyle \mathbf {E} _{i}(z,t)=E_{0}e^{i\left(k_{0}z-\omega t\right)}\mathbf {z} \,,\quad z<0}
où {\displaystyle \mathbf {z} } est le vecteur unitaire en {\displaystyle z}.
La résolution des équations de Maxwell pour ce problème permet d'obtenir la solution suivante :
{\displaystyle \mathbf {E} (z,t)=E(z,t)\mathbf {z} \,,\quad E(z,t)=\left\{{\begin{array}{l}{E_{0}e^{i\left(k_{0}z-\omega t\right)}-\left({\frac {n-1}{n+1}}\right)E_{0}e^{-i\left(k_{0}z+\omega t\right)}}&{z<0}\\{\left({\frac {2}{n+1}}\right)E_{0}e^{i\left(nk_{0}z-\omega t\right)}}&{z>0}\end{array}}\right.}
où {\displaystyle n} est l'indice de réfraction.
On y voit :
- dans le vide ( {\displaystyle z<0} ) une onde incidente et une onde réfléchie, de même fréquence, d'amplitude égale à celle de l'onde incidente multipliée par le coefficient de Fresnel {\displaystyle {\frac {n-1}{n+1}}} ;
- dans le matériau une onde transmise de même fréquence, d'amplitude égale à celle de l'onde incidente multipliée par le coefficient de Fresnel {\displaystyle {\frac {2}{n+1}}}. Son nombre d'onde est {\displaystyle nk}, correspondant à une vitesse de phase {\displaystyle {\frac {c}{n}}}.

## Obtention de la solution et interprétation microscopique
Au plan microscopique le phénomène résulte de l'absorption de photons incidents par des électrons du milieu solide, lesquels réémettent des photons identiques en fréquence par rayonnement dipolaire électrique de dipôles oscillants. Ceux-ci se propagent dans le matériau à la vitesse {\displaystyle c} dans des directions quelconques et interagissent avec des électrons qui à leur tour créent des dipôles et ainsi de suite. À l'état stationnaire le milieu est donc constitué de dipôles qui s'influencent mutuellement et de photons incidents qui entretiennent le phénomène.
Les équations de Maxwell étant linéaires elles autorisent l'écriture de la solution {\displaystyle \mathbf {E} } sous forme d'une somme du champ incident {\displaystyle \mathbf {E} _{i}} et du champ {\displaystyle \mathbf {E} _{d}} créé par les dipôles.
Le champ créé au point courant {\displaystyle \mathbf {r} =(x,y,z)} par un seul dipôle situé en {\displaystyle \mathbf {r} '} est donné par :
{\displaystyle \mathbf {E} (\mathbf {d} ,t)={\frac {e^{i(kd-\omega t)}}{4\pi \epsilon _{0}d}}\left[\left(3\mathbf {d} \,\mathbf {d} \cdot \mathbf {P} -\mathbf {P} \right)\left({\frac {1}{d^{2}}}-{\frac {ik}{d}}\right)-\left(\mathbf {d} \,\mathbf {d} \cdot \mathbf {P} -\mathbf {P} \right)k^{2}\right]}
avec :
- {\displaystyle \mathbf {d} =\mathbf {r} '-\mathbf {r} }  vecteur reliant le point courant au dipôle,
- {\displaystyle \mathbf {P} =\int \mathbf {r} \rho (\mathbf {r} )\mathrm {d} \mathbf {r} }  polarisation, {\displaystyle \rho (\mathbf {r} )} étant la densité volumique de dipôles.

Dans cette équation {\displaystyle k} est inconnu.
Sous l'hypothèse du continu et en tenant compte de la symétrie du problème on peut écrire :
{\displaystyle \mathbf {P} =(\epsilon -\epsilon _{0})E(z)e^{-i\omega t}\,\mathbf {z} }
où {\displaystyle \epsilon } est la permittivité et {\displaystyle \epsilon _{0}} est la permittivité du vide.
On obtient le champ induit par les dipôles en sommant sur tout l'espace :
{\displaystyle \mathbf {E} _{d}={\frac {\epsilon _{r}-1}{4\pi }}\int _{-\infty }^{\infty }\mathrm {d} x'\int _{-\infty }^{\infty }\mathrm {d} y'\int _{0}^{\infty }\left[\left(3\mathbf {d} \,\mathbf {d} \cdot \mathbf {P} -\mathbf {P} \right)\left({\frac {1}{d^{2}}}-ik\right)-\left(\mathbf {d} \,\mathbf {d} \cdot \mathbf {P} -\mathbf {P} \right)k^{2}\right]{\frac {E(z')\,e^{ikd}}{d}}\mathrm {d} z'}
En tenant compte de la symétrie on introduit l'amplitude {\displaystyle E_{1}} du champ de dipôles :
{\displaystyle \mathbf {E} _{d}(z,t)=E_{d}(z,t)\mathbf {z} =E_{1}(z)e^{-i\omega t}\mathbf {z} }
L'équation ci-dessus s'écrit :
{\displaystyle {\begin{array}{rcl}E_{1}(z)&=&{\frac {\epsilon _{r}-1}{2}}ik\int _{0}^{\infty }E(z')e^{ik|z-z'|}\mathrm {d} z'\\[0.6em]&=&{\frac {\epsilon _{r}-1}{2}}ik\left\{e^{ikz}\int _{0}^{z}E(z')e^{-ikz'}\mathrm {d} z'+e^{-ikz}\int _{0}^{\infty }E(z')e^{ikz'}\mathrm {d} z'\right\}\end{array}}}
Si on définit « vers l'avant » comme la propagation dans le sens valeurs croissantes de {\displaystyle z}, alors dans cette dernière équation le premier terme donne le bilan à l'abscisse {\displaystyle z'} des photons émis vers l'avant (ou plus exactement ayant une composante vers l'avant) entre {\displaystyle 0} et {\displaystyle z'}, le second les photons émis vers l'arrière entre {\displaystyle z'} et l'infini.
Il s'agit d'une équation intégrale de type Kirchhoff–Helmholtz sur {\displaystyle E_{1}} puisque {\displaystyle E=E_{1}+E_{0}e^{ik_{0}z}}. La solution {\displaystyle E} est cherchée sous la forme de l'ansatz :
{\displaystyle E=E_{s}e^{ikz}}
On obtient en supposant une extinction totale à l'infini :
{\displaystyle E(z)=e^{ik_{0}z}\left[E_{0}-{\frac {\epsilon _{r}-1}{2}}{\frac {k_{0}}{k-k_{0}}}E_{s}\right]+e^{ikz}(\epsilon _{r}-1){\frac {k_{0}^{2}}{k^{2}-k_{0}^{2}}}E_{s}}
D'où, par identification, d'après le second terme :
{\displaystyle (\epsilon _{r}-1){\frac {k^{2}}{k^{2}-k_{0}^{2}}}=1\quad \Rightarrow \quad k=k_{0}{\sqrt {\epsilon _{r}}}=k_{0}n}
L'onde transmise se propage avec la vitesse de phase {\displaystyle {\frac {c}{n}}}.
Par ailleurs le premier terme donne :
{\displaystyle E_{s}=E_{0}{\frac {2}{n+1}}}
On peut à présent calculer le champ induit par les dipôles :
{\displaystyle E_{d}=-E_{0}e^{ik_{0}z}+{\frac {2E_{0}}{n+1}}e^{ink_{0}z}}
Cette expression justifie l'intitulé de la loi d'Ewald-Oseen : le champ dipolaire « éteint » complètement le champ incident.
On peut calculer le champ dipolaire émis dans le vide vers l'arrière qui constitue « l'onde réfléchie ».

## Remarques
- La démonstration suppose implicitement que la polarisation est propagée avec la même vitesse que le champ résultant qui est lui-même la somme de l'onde incidente de vitesse {\displaystyle c} et l'onde dipolaire qui se propage avec la vitesse {\displaystyle {\frac {c}{n}}}. Une démonstration plus exacte du théorème peut être trouvée en utilisant le potentiel retardé de Hertz[5],[6].
- Le théorème d'Ewald-Oseen contredit le principe de Huygens-Fresnel qui suppose a priori l'inexistence de l'onde incidente dans le milieu diélectrique. On peut remarquer que l'interprétation faite du phénomène contredit le principe d'indiscernablité des photons.